# Carl Philipp von Owstin
Carl Philipp von Owstin (* 15. Oktober 1736 in Quilow; † 26. November 1811 in Stettin) war ein preußischer General der Infanterie.

## Leben

### Herkunft
Carl Philipp war ein Sohn des Berndt Christoph von Owstin (* 1703, † 4. August 1768 in Quilow), Herr auf Quilow, Polzin, Menzelin, Petzkow und Vitense und dessen Ehefrau Anna Maria Friederica, geborene von Flotow (* 7. August 1705; † 7. Mai 1739).

### Militärkarriere
Mit vierzehn Jahren trat Owstin als Junker in das Regiment „Bevern zu Fuß“ in Stettin ein. Während des Siebenjährigen Krieges wurde er nach der Schlacht bei Lobositz zum Fähnrich befördert. Er nahm an der Schlacht bei Prag teil und wurde nach der Schlacht bei Kolin zum Sekondeleutnant befördert. 1758 zog er mit den preußischen Truppen des Generals von Manteuffel nach Schwedisch-Pommern, wo er bei der Eroberung von Anklam und der Einnahme der Peenemünder Schanzen anwesend war. 1759 wurde er als Premierleutnant zu einem Grenadierbataillon versetzt und erlitt in der Schlacht bei Kunersdorf einen Schuss durch die Hand. 1762 wurde er Stabskapitän. Nach der Schlacht bei Freiberg nahm er an der Expedition nach Franken unter dem General von Kleist teil.
In Stettin wurde er 1764 Kompaniechef und 1771 als Major Bataillonskommandeur. Während des Bayerischen Erbfolgekrieges wurde er 1778 mit der Armee des Prinzen Heinrich nach Böhmen beordert und kehrte im folgenden Jahr nach Stettin zurück. 1781 wurde er zum Oberstleutnant und 1783 zum Oberst befördert. Zwischenzeitlich war Owstin am Kommandeur seines Regiments geworden und erhielt bei der Revue am 4. Juni 1789 den Orden Pour le Mérite. Im Jahr darauf machte ihn König Friedrich Wilhelm II. zum Chef des Regiments, das er bis dahin kommandiert hatte. Bei der am 23. Mai 1790 erfolgten Mobilmachung war Owstin dann Brigadier bei der Armee in Schlesien und wurde schließlich am 17. August 1790 zum Generalmajor befördert. In Vertretung für den abwesenden General von Pirch fungierte Owstin vom 9. Februar 1793 bis 16. Januar 1796 als Führer der pommerschen Inspektion der Infanterie und wurde zwischenzeitlich am Neujahrstag 1796 Generalleutnant. Am 4. Juni 1796 bzw. am 28. Mai 1798 bei der Revue in Stargard verlieh man ihm den Großen Roten Adlerorden.
1805 zog er mit dem Regiment nach Hannover und von dort weiter nach Sachsen. 1806 kehrte er mit einem Teil des Regiments nach Stettin zurück, wo er im März den Schwarzen Adlerorden erhielt. Während des Einmarschs der Franzosen im selben Jahr wurde er wegen seines hohen Alters nicht mehr eingesetzt.  Am 26. September 1807 dimittierte er mit einer Pension von 1200 Talern. Er blieb bis an sein Lebensende in Stettin und wurde in der Familiengruft in Quilow beigesetzt.

### Familie
Owstin war in erster Ehe seit 15. Dezember 1769 mit Dorothea Elisabeth Ulrich (* 8. Januar 1745; † 1. Februar 1775), geschiedene von Brause verheiratet. Nach ihrem Tod heiratete er am 21. Juli 1780 in Leizen Christiane Sophie Friederike von Gundlach (* 9. Dezember 1749; † 18. Juni 1829). Aus den Ehen gingen folgende Kinder hervor:
- Dorothea Friederike Karoline (* 4. April 1770; † 1802) ⚭ Johann Friedrich Wilhelm von Owstin (* 30. Oktober 1747; † 6. Januar 1801)
- August Georg Karl Philipp (1771–1847), preußischer Generalmajor ⚭ 1800 Juliane Dorothea von Hertell (* 2. August 1782; † 23. Oktober 1870)
- Dorothea Luise Henriette (* 24. Februar 1773; † 1804) ⚭ Karl von Schwerin
- Karoline Philippine (* 30. Januar 1775), Hofdame der Prinzessin von Braunschweig
- Dorothea Elisabeth (* 30. Januar 1775)
- Friederike Christiane Albertine (* 20. Januar 1783) ⚭ Carl von Berg († 1842) auf Cartlow, Schinchow und Groß Weckow
- Elisabeth Friederike Ernestine Karoline Barbara (* 16. Juli 1788)

⚭ I. Ernst Friedrich Johann von Below (* 7. April 1783; † 1818)
⚭ II. 1817 Ludwig Ernst Philipp von Toll (1775–1851), nachmaliger preußischer Generalleutnant